# Werner & Mertz
Werner & Mertz GmbH è un’azienda di medie dimensioni a conduzione familiare produttrice di detersivi e detergenti con sede centrale Magonza. L’azienda nasce nel 1867 con la fondazione della Fabbrica di cera “Gebrüder Werner”. Dal 1901 Werner & Mertz distribuisce lucido per scarpe a marchio Erdal. Dopo la Seconda guerra mondiale la gamma di prodotti viene ampliata aggiungendo Detergenti per la casa Principale fonte di fatturato è la marca Frosch (Anura), che dal 1986 propone detergenti ecologici per la casa. Con le diverse linee di prodotto (oltre a Frosch: Erdal, tana professional, green care professional, Rorax, Emsal e Bionicdry), la gestione dell’impresa e l’impegno sociale Werner & Mertz si posiziona sul mercato come azienda sostenibile attenta all’ambiente. Per il suo impegno a favore della tutela dell’ambiente il titolare Reinhard Schneider ha ricevuto nel 2019 il premio tedesco per l’Ambiente Deutschen Umweltpreis.

## Storia

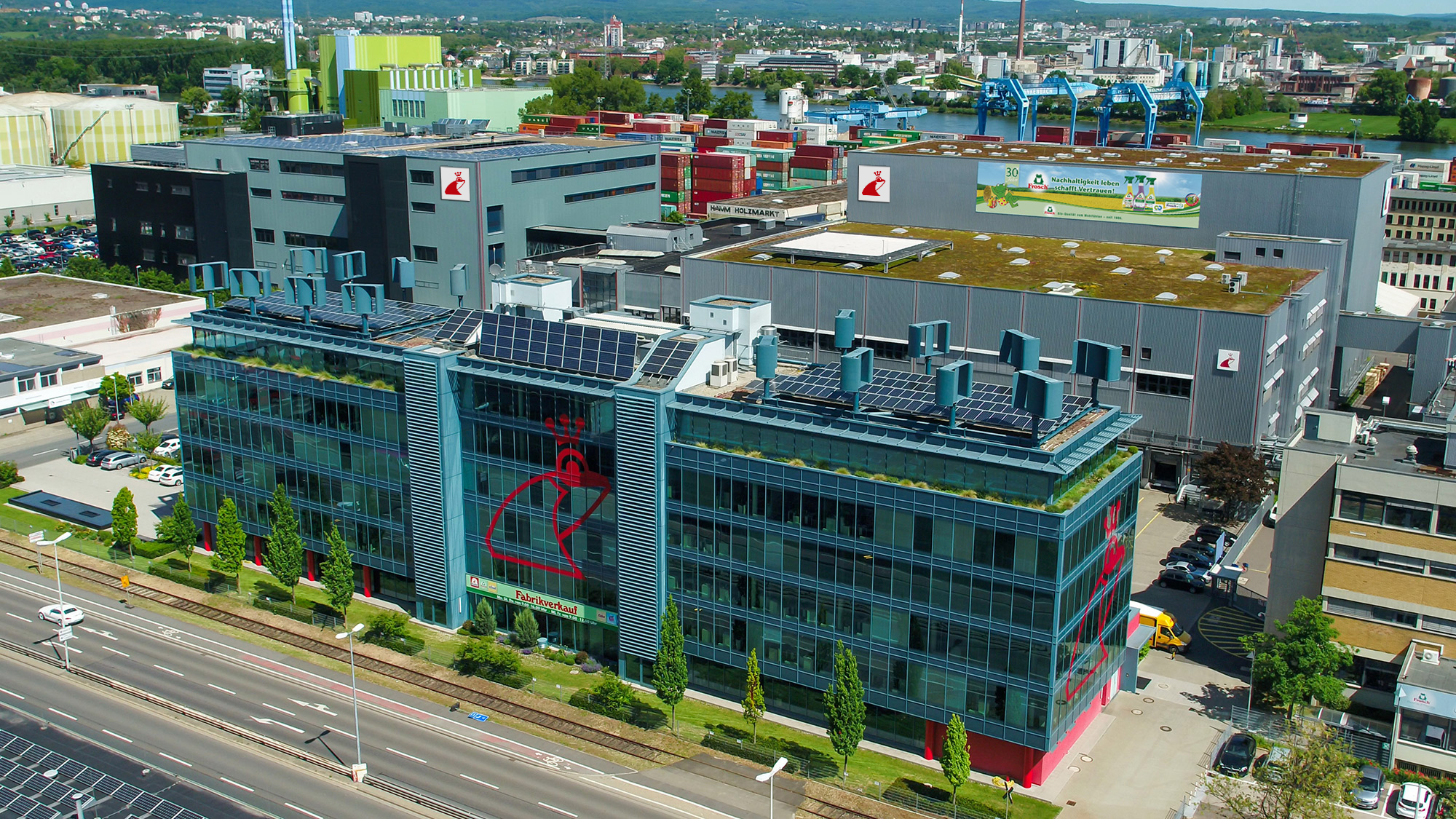
Vista aerea delle installazioni della Werner & Mertz a Maguncia (2020)

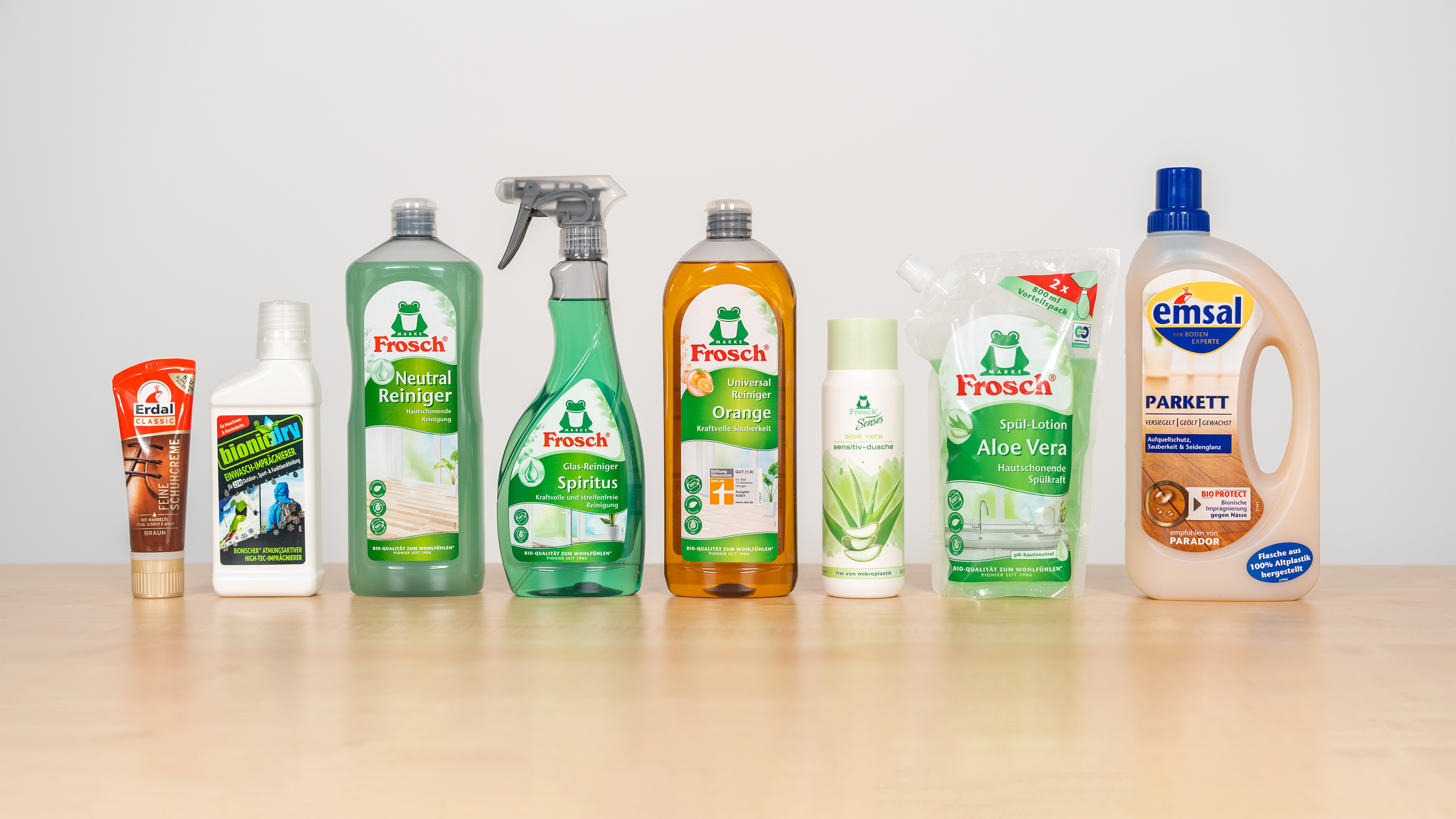
Una selezione esemplare di diversi prodotti di Werner & Mertz

### Fondazione, sedi aziendali e direzione
Fondata Magonza nel 1867 dai fratelli Friedrich Christoph Werner und Georg Werner con il nome “Gebrüder Werner” (Fratelli Werner), l’azienda inizialmente produceva articoli a base di cera. Con l’ingresso del secondo titolare, Georg Mertz, nel 1878 l’azienda veniva ridenominata “Werner & Mertz”, nome che mantiene tuttora. Dopo la morte di Georg Mertz nel 1887, a capo dell’impresa subentrava il cognato Philipp Adam Schneider insieme ai fratelli Werner. L’azienda tutt’oggi è guidata dai successori.
Dopo la morte di Philipp Adam Schneider, il 10 agosto 1901, subentrava, a soli 19 anni, il figlio Rudolf, dal 1903 a capo dell’azienda insieme al fratello Hermann Schneider.
Nel 1908 un grande incendio devastava lo stabilimento e l’abitazione situati in Erthalstraße; nell’autunno dello stesso anno la ditta si trasferiva nel nuovo edificio, sorto nell’area chiamata Ingelheimer Aue. Dopo l’incendio scoppiato nel 1917, nel 1918 la produzione proseguiva presso la stessa sede, ma all’interno di uno stabilimento di nuova costruzione Insieme al nuovo edificio veniva costruita anche la Torre del ranocchio “Froschturm“, ancora oggi simbolo del marchio Erdal di Magonza. Nel 1944 un intenso bombardamento aereo degli alleati distruggeva l’80 percento dello stabilimento, risparmiando tuttavia la torre. Il 3 maggio 1946 Radio Francoforte annunciava la ripresa della produzione nella “Fabbrica Erdal, famosa in tutto il mondo”.
Lo stabilimento di Hallein, in Austria, avviava la produzione nel 1954. Nello stesso anno Rudolf Schneider lasciava il comando dell’azienda. Nel 1962 Hermann Schneider affidava la guida dell’impresa al figlio Helmut. Il maggiore investimento della storia aziendale risale al 1996, con la costruzione di un moderno centro logistico con magazzino automatico a Magonza. Reinhard, uno dei tre figli di Helmut Schneider, subentrava nel 2000 alla guida dell’azienda a conduzione familiare, giunta ormai alla quinta generazione. A settembre 2010 la centrale amministrativa si trasferiva in unedificio a bilancio energetico Plus“ lungo il viale Rheinallee di Magonza. Nel 2019 si inaugurava a Magonza il nuovo centro di produzione “L8”. Con un costo pari a 30 milioni di euro, secondo quanto dichiarato dall’azienda si tratta del maggiore progetto di investimento nella storia dell’azienda.

### Lucido per scarpe “Erdal”
Forte del know-how acquisito nel campo della lavorazione della cera, nel 1901 l’azienda sviluppava un innovativo lucido per scarpe a base di cera. I colori e lucidi per scarpe all’epoca disponibili sul mercato, a base di zolfo, fuliggine, sciroppo, melassa e acqua, non giovavano certo al cuoio e aderivano difficilmente alla superficie della calzatura, sporcando inoltre gli indumenti. Ispirandosi all’indirizzo dell’azienda, in Erthalstraße, Werner & Mertz lanciava sul mercato il nuovo lucido per scarpe con la marca Erdal, introducendo nel 1903 il principe ranocchio del logo. In Polonia il marchio ha goduto di una tale popolarità da entrare perfino in un detto: skakać jak żaba na Erdalu; che si traduce in: saltare come una rana sull'Erdal.
Tra il 1912 e il 1939 l’azienda registrava una costante crescita grazie ai nuovi prodotti per la cura delle calzature, al potenziamento dei dipartimenti Vendite e Logistica nonché alla pubblicità e alla promozione. Nel 1921 Erdal era la marca di prodotti per la cura delle scarpe più venduta in Germania. All’epoca l’azienda contava 1.200 dipendenti. Nel 1928 avveniva l’acquisizione dell’azienda berlinese Urban & Lemm, che produceva il noto prodotto per la cura delle scarpe Urbin. Nel 1939 i dipendenti erano 1.800.

### Ampliamento della gamma prodotti
Dopo la Seconda guerra mondiale, e in particolare negli anni ‘50, Werner & Mertz estendeva l’offerta ai detergenti per la casa, tra cui prodotti specifici per il bagno, la moquette, i tappeti. Nel 1971 nasceva la società Tana Chemie GmbH, azienda produttrice di detergenti destinati ai grandi consumatori quali ristoranti, ospedali, impianti industriali e uffici.
Nel 1986 seguiva il lancio dei primi detergenti per la casa privi di fosfati della marca “Frosch”. La linea di prodotti ecologici comprende nel frattempo ben 80 articoli (dato a luglio 2020).
Dal 1996 la gamma di prodotti Erdal per la cura delle scarpe è priva di solventi; dal 2009 i prodotti emsal sono composti da sostanze naturali. Nel 2008, il fatturato dell’azienda ammontava a 284 milioni di euro, passati nel 2012 a 305 e nel 2015 a 340 milioni.

## Posizionamento e immagine

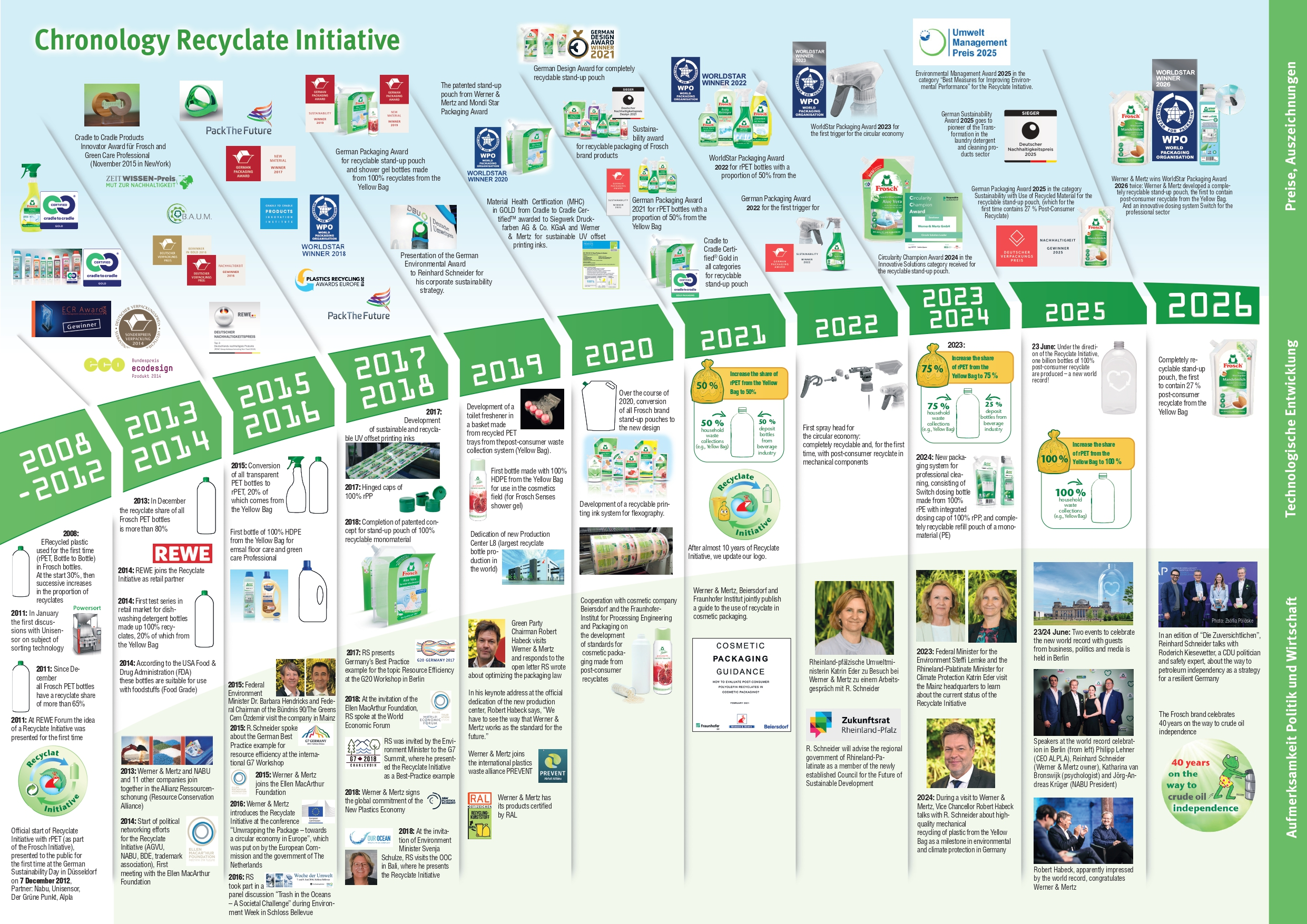
Cronologia dell’iniziativa Recyclat promossa da Werner & Mertz (presentazione dell’azienda, dati di novembre 2023)

Dal lancio della marca Frosch, Werner & Mertz si posiziona come azienda produttrice di detergenti attenta all’ambiente, rinunciando, come sopra descritto all’uso di sostanze nocive anche per altri prodotti. Anche la marca destinata all’uso professionale green care PROFESSIONAL si propone quale alternativa green per il proprio segmento di mercato. Nel 2000, anno in cui subentrava al comando dell’azienda, il titolare Reinhard Schneider si faceva promotore di tale sviluppo. Sotto la sua guida veniva implementata un sistema di gestione ambientale e di sostenibile. Dal 2003 gli stabilimenti produttivi sono certificati secondo l’Eco Management and Audit Scheme (EMAS) dell’Unione europea. Gli edifici aziendali di nuova costruzione, tra cui la centrale amministrativa e il centro di produzione L8, sono stati progettati ed edificati secondo criteri ecologici e sostenibili. La “Initiative Frosch” concentra tutte le attività aziendali volte alla sostenibilità.
Nel 2008 l’azienda inizia a impiegare in produzione materie plastiche riciclate; il 2012 vede il lancio ufficiale dell’iniziativa Recyclat. Insieme ad altri partner, tra cui il Punto Verde, l’iniziativa ha l’obiettivo di utilizzare una maggiore quantità di materiali plastici recuperati dai rifiuti domestici. L’iniziativa promuove pubblicamente e a livello politico l’incremento della percentuale di materiali riciclati volto alla tutela del clima e dei mari. Nell’ambito dell’iniziativa Recyclat, l’azienda si avvale della consulenza dell’organizzazione ambientalista Naturschutzbund Deutschland. A partire dal 2010, i recipienti dei prodotti sono realizzati con l’80% di plastica riciclata, proveniente in prevalenza da bottiglie. Nel frattempo i flaconi della linea Frosch sono tutti realizzati con il 100 percento di materiali riciclabili. Nel 2019 Werner & Mertz lancia sul mercato il primo flacone di doccia gel interamente realizzato con plastica riciclata proveniente dal sistema di raccolta Gelber Sack.
Il riciclo delle materie plastica è un’attività di nicchia, in quanto più costosa rispetto alla produzione di plastica vergine a partire da petrolio. Nonostante il crollo del prezzo del petrolio nel 2020, l’azienda è tra le poche che sceglie in quel frangente di continuare a impiegare plastica riciclata. L’Amministratore delegato Reinhard Schneider richiede con vari interventi (ad esempio nella rivista Wirtschaftswoche) e in occasione di interviste (tra cui una rilasciata all’emittente ZDF), un maggiore impegno del mondo economico nella tutela dell’ambiente e del clima.

## Percezione del pubblico

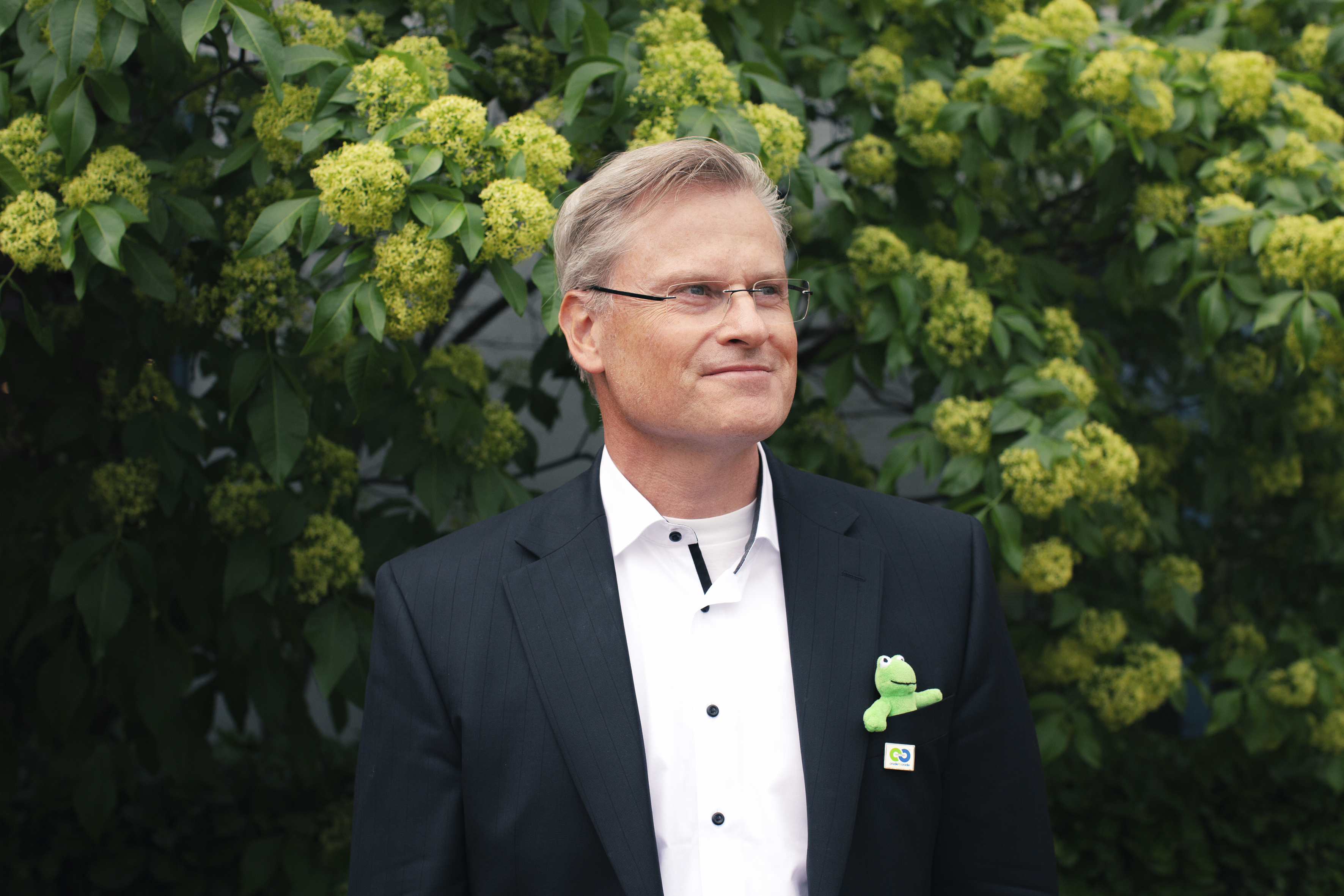
Reinhard Schneider (2020) con Rana

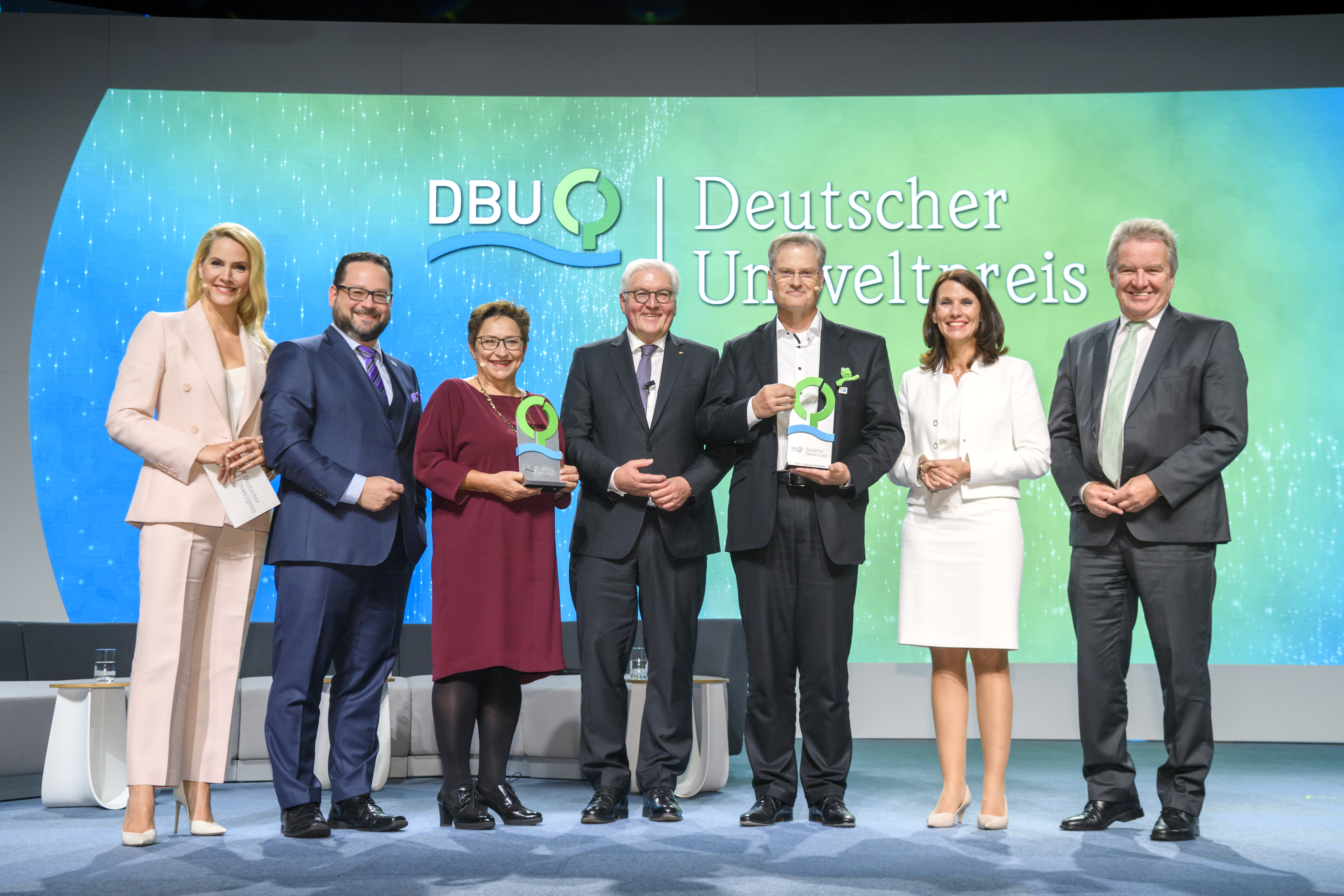
Cerimonia di premiazione del Premio Tedesco per l'Ambiente 2019

### Immagine e riconoscimenti
Nella percezione del pubblico è dominante l’aspetto dell’approccio ecologico, trasmesso principalmente attraverso la marca di detergenti Frosch (v. articolo principale Frosch (Marke)#Ökologische Ausrichtung). Il volume Deutsche Standards – Marken des Jahrhunderts pubblicato dalla casa editrice Zeitverlag identifica nel marchio Frosch un “pioniere della sostenibilità”, elogiandolo quale apripista del settore. Negli anni l’azienda ha ottenuto diversi riconoscimento per il proprio operato, e a partire dagli anni 2000 in particolare premi dedicati all’ambiente. Il nuovo edificio della centrale amministrativa ha ottenuto ad esempio il premio del Land Renania-Palatinato, cui successivamente si è aggiunto un certificato LEEDdi massimo livello (“Platino”) per opere edilizie sostenibili. Nel 2019 il titolare Reinhard Schneider ha ricevuto il Premio tedesco per l’Ambiente.

#### Riconoscimenti e certificazioni
- 23 ottobre 1967: Moneta commemorativa della Città di Magonza “per la fedeltà dell’azienda alla sede di Magonza”.
- 1986: Premio per l’Ambiente della Città di Hallein assegnato allo stabilimento produttivo che vi ha sede.
- 1991: Conferimento dello Stemma di Stato austriaco allo stabilimento avente sede nel Paese ed elogio del ruolo fondamentale dello stabilimento per il Land Salisburgo e la Città di Hallein.
- 2002: Werner & Mertz introduce il sistema di gestione ambientale DIN EN ISO 14.001 e ottiene la certificazione EMAS-II.[20]
- 2010: Premio per l’Ambiente del Land Renania-Palatinato.[21]
- 2012: LEED Platinum per la centrale amministrativa situata in Rheinallee[22][23][24]
- 2014: ECR Award per l’iniziativa Recyclat[25][26]
- 2014: Premio per le confezioni assegnato all’iniziativa Recyclat promossa dall’azienda[27]
- 2014: Premio federale Ecodesign per l’iniziativa Recyclat[28][29]
- 2014: Riconoscimento quale “Datore di lavoro esemplare della Renania-Palatinato”[30][31]
- 2019: Premio tedesco per l’Ambiente al titolare Reinhard Schneider[32]
- 2023: Premio WorldStar Packaging per la “Testa a spruzzo per l'economia circolare” sviluppata insieme a Berry Global[33]
- 2024: Circularity Champion Award[34]

### Responsabilità penale prodotti: Spray per cuoio 1980-1988
Nel 1988 l’azienda e il management sono stati citati a giudizio in Germania per “lesioni personali colpose e rischio mortale per la salute”. Ai dirigenti aziendali imputati si contestava di non aver ritirato tempestivamente dal mercato né di aver tempestivamente segnalato il pericolo di uno spray per cuoio prodotto da Werner & Mertz e distribuito dal 1980 dalle società affiliate (Erdal Rex GmbH, Solitär GmbH). La revisione della sentenza da parte della Corte di Giustizia federale ha confermato la responsabilità dei dirigenti.